# مقبرة ميوتيرداس

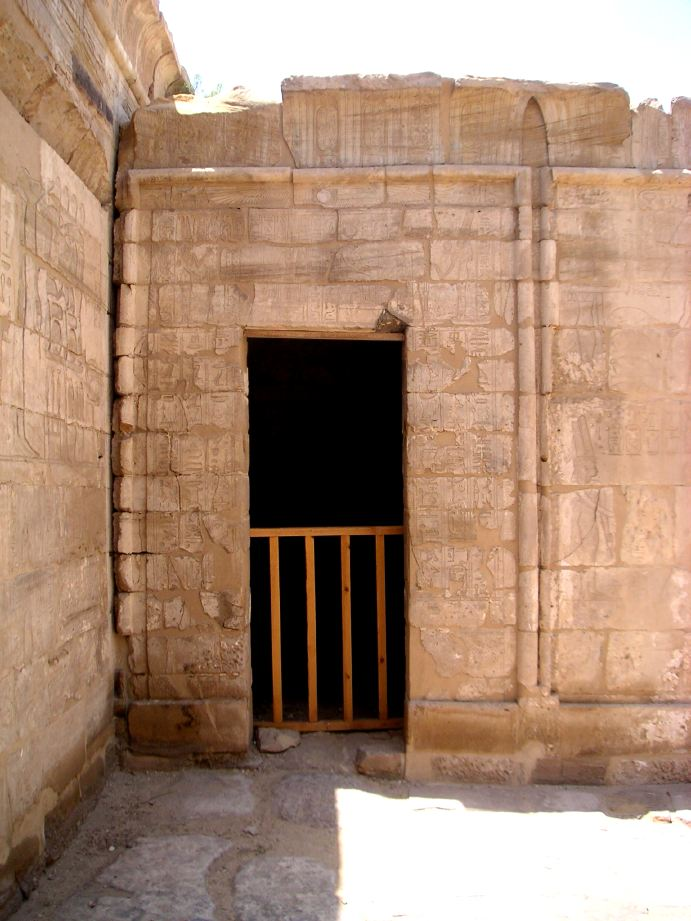
مقبرة من عهد الملك نيتوسرس الأول.

مقبرة ميوتيرداس، تحمل الرمز العالمي (TT410)، وهي مكان دفن رئيس والمرافق الملكي لزوجة الإله آمون، ميوتيرداس (بالإنجليزية: Mutirdis)‏. على الضفة الغربية لنهر النيل، مقابل الأقصر، في شرم العساسيف، في مقابر النبلاء في الأقصر. عاش خلال فترة الملك نيتوسرس الأول (بالإنجليزية: Nitocris I)‏، ، وإبسماتيك الأول في عهد الأسرة السادسة والعشرون.